# 優美硬殼寄居蟹
優美硬殼寄居蟹（学名：Calcinus pulcher）为活額寄居蟹科硬殼寄居蟹屬下的一个种。